# Mila Abadía
Milagros Abadía Ruber ( Zaragoza, España, septiembre 1962), conocida como Mila Abadía, es una feminista, gestora y comunicadora cultural española residente en Palma de Mallorca, creadora y directora de las asociaciones de arte y género Arte a un Click y Mujeres Mirando Mujeres.

## Trayectoria profesional
Cursó Derecho en la Universidad de Zaragoza entre los años 1986-1999, más tarde amplió su formación en la Universidad Europea Miguel de Cervantes estudiando en el año 2015 Márketing Cultural y Artístico, Comunicación Digital y Social Media. Su actividad profesional finalmente se decantó por la gestión y comunicación cultural como proyecto de la plataforma de arte contemporáneo Arte a un Click que dirige. En 2015 funda Mujeres Mirando Mujeres, de la que fue nombrada también directora. Una asociación de más de quinientas mujeres que conforman una red de creadoras y gestoras culturales, cuya actividad se dirige a exposiciones físicas y online, publicaciones, ponencias y talleres y de la que forman parte nombres como Dora Román Gil, Laura Pinillos Villanueva, Lina Ávila - Collage Republic.
En noviembre de 2021, Mila Abadía fue entrevistada por María Bueno para la revista M-Arte y Cultura Visual de la Asociación Mujeres en las Artes Visuales ( MAV) en donde expresó sus intereses y motivaciones feministas.